# نیروگاه خورشیدی نور
نیروگاه خورشیدی نور (عربی: محطة نور للطاقة الشمسية) یک نیروگاه حرارتی خورشیدی در دست ساخت است که در نزدیکی «ورزازت» در مراکش قرار دارد. بخش اول آن (نور I)، در فوریه سال ۲۰۱۶ مشغول به خدمت شد.
پس از راه‌اندازی در سال ۲۰۱۶ با نیرویی به ظرفیت ۱۶۰ مگاوات، این ایستگاه به هفتمین نیروگاه خورشیدی در جهان، پس از ۵ ایستگاه اول در آمریکا و نیروگاه سولاپاین در اسپانیا، تبدیل شد.

## نور I
نور I تشکیل شده از میدانی از آینه‌های منحنی به وسعت ۴۸۰ هکتار است (استوانه‌ای ـ پوسته‌ای) با ظرفیت ۱۶۰ مگاوات است.
این پروژه با هزینه بیش از ۶۰۰ میلون یورو، از حدود نیم میلیون آینه استفاده می‌کند و انتظار می‌رود که ۳۷۰ گیگاوات ساعت در سال برق ارائه بدهد. این نیروگاه توسط آژانس انرژی خورشیدی مراکش اداره می‌شود و توسط یک کنسرسیوم تجاری در عربستان ساخته شده‌است.

### طراحی
این طراحی مقدار زیادی آب برای خنک کردن و همچنین تمیز کردن آینه‌ها مصرف می‌کند که میزان آن به ۱٫۷ میلیون متر مکعب در سال می‌رسد، یعنی برابر با ۴٫۵ لیتر برای هر کیلو وات در ساعت. این میزان مصرف آب دو برابر مقدار آب خنک‌کننده مورد استفاده در ایستگاه‌هایی است که با زغال‌سنگ کار می‌کنند و ۲۳ برابر مقدار آب / کیلووات ساعت مصرفی در نیروگاه‌هایی که زغال‌سنگ خشک مصرف می‌کنند. بهای نیروی برق ۰٬۱۹$ برای هر کیلووات در ساعت است.

### تاریخچه
ایستگاه در ۱۰ مه ۲۰۱۳، پس از مراسمی که پادشاه محمد ششم آنرا برگزار کرد، آغاز به کار کرد. بانک توسعه آفریقا و بانک سرمایه‌گذاری اروپا در تأمین مالی آن شرکت می‌کنند. این نیروگاه دارای ظرفیت ذخیره‌سازی ۳ ساعت انرژی تولیدی است و این به لطف نمک‌های مذاب است. توافقنامه تعرفه‌ای که در ۱۹ نوامبر ۲۰۱۲ با دفتر ملی برق و آب آشامیدنی امضا شده‌است قیمت فروش هر کیلووات ساعت را ۱٫۶۲ درهم (۱۸٫۹ سنت برای هر کیلووات ساعت) برای تولید نیروگاه تضمین می‌کند. این ایستگاه توسط پادشاه در ۴ فوریه ۲۰۱۶ افتتاح شد.

## نور II و III
در سال ۲۰۱۵، ساخت مرحله دوم پروژه شروع شد تا ظرفیت کل نیروگاه به ۵۰۰ مگاوات افزایش یابد. پروژه نور، استفاده از فناوری حرارتی خورشیدی را با یک برج، با ظرفیتی بین ۱۵۰ تا ۲۰۰ مگاوات، علاوه‌بر ظرفیت ذخیره انرژی ۳ ساعت از تولید را ارائه خواهد کرد.